# Дама с веером (картина Климта)

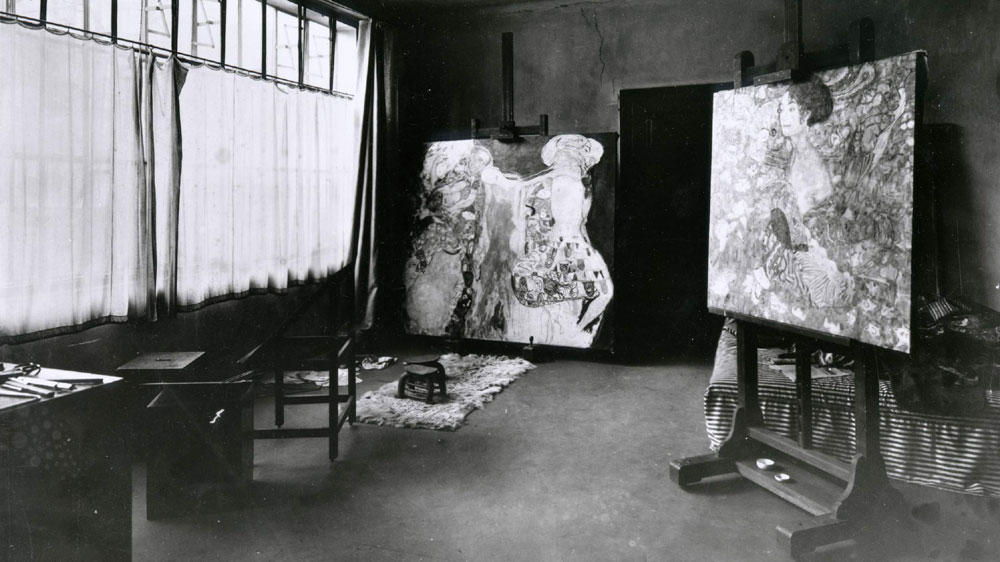
«Невеста» (слева) и «Дама с веером» в мастерской Климта. Фотография Морица Нера, вскоре после смерти Климта. 1918

«Дама с веером» (нем. Dame mit Fächer) — последний дамский портрет и предположительно последняя практически законченная картина австрийского художника Густава Климта. Портрет не создавался на заказ и представляет собой вариацию на любимую тему художника — образ «прекрасной венки».
«Дама с веером» относится к позднему, декоративно-экспрессионистскому периоду в творчестве художника и отражает его увлечение азиатским искусством. Отказавшись от использования листового металла, Климт остался верен достижению своего «золотого периода» — новой интерпретации произведения станковой живописи как материального объекта, драгоценного украшения. Вопреки всеобщему унынию будней Первой мировой войны художник изобразил таинственную незнакомку, предположительно танцовщицу, в несколько экзотичной атмосфере на текстильном фоне с китайскими мотивами в кимоно с веером-бризе, прикрывающим обнажённую грудь. Уверенная в себе дама выглядит обольстительно, её голова высоко поднята, а взгляд устремлён вдаль. Климт собрал обширную коллекцию китайской и японской одежды и часто использовал их орнаменты в своём творчестве. Фон «Дамы с веером» украшают птица Феникс, золотой фазан, журавль, цветки лотоса и другие растения. Вытянутые птичьи шеи подчёркивают неестественно длинную лебединую шею портретируемой.
Климт работал над портретом в течение 1917 года. На момент смерти художника картина находилась на мольберте в его мастерской. В 1920 году «Дама с веером», которую через арт-дилера Густава Небехая приобрёл промышленник Эрвин Бёлер, демонстрировалась австрийской публике на выставке в Музее прикладного искусства. Бёлер хранил «Даму с веером» наряду с другими картинами Климта в музыкальной комнате своих апартаментов в венском дворце Думбаса, интерьер которой специально на заказ оформил Йозеф Хоффман. В том же 1920 году Бёлер перевёз портрет в Швейцарию к брату Генриху, художнику и фотографу, и он оставался в семейной собственности вплоть до 1960-х годов, когда картину приобрёл коллекционер Рудольф Леопольд. Он числился собственником «Дамы с веером» в первом реестре произведений Климта, составленном в 1967 году Фрицем Новотны и Йоханнесом Добаем. 
В 1981 году «Дама с веером» демонстрировалась в токийском Художественном музее Isetan, для чего Леопольду было выдано разрешение на временный вывоз картины из страны, и по окончании выставки «Дама с веером» вернулась в Австрию. Позднее, но до 1983 года, Рудольф Леопольд продал картину за 18 млн шиллингов, по словам вдовы Элизабет Леопольд, «через торговца из Вены» для покрытия долгов, одновременно ведя переговоры о продаже своей коллекции государству. Картина была нелегально вывезена за пределы Австрии. В 1992 году некий чикагский арт-дилер предлагал директору галереи Бельведер Герберту Фродлю выкупить её за 80 млн шиллингов. Поскольку для «Дамы с веером» не выдавалось разрешение на бессрочный вывоз из страны, было открыто уголовное дело. Леопольд под протокол заявил, что не помнит имени покупателя. В отсутствие подозреваемых дело было закрыто в 1993 году. В 1994 году «Дама с веером», оставшаяся наследникам некоего американского предпринимателя, была продана на торгах «Сотбис» в Нью-Йорке за сумму, эквивалентную 9,3 млн евро. Непрозрачная сделка подозревалась в нарушении правил вывоза художественных ценностей, но расследование в США было закрыто ввиду невозможности установить её участников. С февраля 2021 года, спустя сотню лет, «Дама с веером» вновь демонстрировалась в Вене в течение года во временной экспозиции галереи Бельведер, для чего австрийские власти предоставили временный иммунитет от ареста. В июне 2023 года картина была продана на аукционе «Сотбис» в Лондоне за 85,3 млн фунтов стерлингов (108,4 млн долларов, 99,2 млн евро), что стало самой высокой ценой, когда-либо уплаченной в Европе за произведение искусства. Картину приобрела арт-дилер Патти Вонг от имени гонконгского коллекционера.